# Aída Sportelli
Aída Sportelli (Buenos Aires, Argentina; 23 de noviembre de 1908 - Ibídem; mayo de 1971) fue una soprano y actriz de cine y teatro argentina. Su esposo fue el director argentino Armando Discépolo.

## Carrera
Morocha damita joven de compañías teatrales, se la conocía por el apodo de "La Negra". Era el prototipo de las italianas del sur, hermosa, agradable, y extrovertida. Era hija de inmigrantes italianos. Sportelli se dedicó desde muy joven a la actuación al igual que sus padres Giovanni Sportelli y Nunzia Palombella. Sus hermanos Vittoria, Mario e Italo también fueron cantantes y actores. Soprano de grandes dotes vocales trabajó en muchas obras musicales, iniciándose con la compañía de Enrique Telémaco Susini.  
En cine protagonizó en 1936 una película dirigida por Eduardo Morera y Claudio Martínez Paiva llamada Ya tiene comisario el pueblo en el cual trabajó con Paquito Busto, Agustín Irusta, Roberto Fugazot y Leonor Rinaldi. En 1941 de la mano de  Enrique Santos Discépolo trabajó en el filme En la luz de una estrella protagonizada por Hugo del Carril, Ana María Lynch, María Esther Gamas y Zully Moreno.
En teatro integró decenas de compañías con las que se lució en roles principales y de reparto como la de  César Ratti, Blanca Podestá, Armando Discépolo, Francisco Petrone, entre otras. Integró la Compañía Los Ases, con destino al Cine Teatro Broadway, cuyo empresario Augusto Álvarez la convocó junto a otras primeras figuras del espectáculo como Olinda Bozán, Luisa Vehil, Florencio Parravicini, Pepe Arias, Pepita Muñoz, Ida Delmas, Lea Conti, Carlos Morales, Pascual Pellicciotta y Carlos Bellucci.

## Vida privada y fallecimiento
En 1941 se fue a vivir con el  director teatral y dramaturgo argentino Armando Discépolo luego de que dejara a su exesposa Teresa de Rosa. Se casó con Discépolo el 16 de abril de 1963 en el Registro Civil de Martínez, partido de San Isidro, calle Luis Sáenz Peña 1650, donde vivían entonces, para mudarse posteriormente a un piso sobre la calle Corrientes de la localidad de Olivos. Fue su inseparable compañera desde los años 1930. Sus suegros fueron Santos Discépolo, inmigrante italiano oriundo de Nápoles que llegó a ser director de orquesta, y la argentina de origen genovés Luisa De Lucchi. Su cuñado fue compositor, músico, dramaturgo y cineasta Enrique Santos Discépolo (1901-1951).
Al enfermar su marido, se alejó del medio artístico para dedicarse enteramente a su cuidado mientras se encontraba postrado en un sillón de ruedas. Tras fallecer Discépolo producto de una larga dolencia el 8 de enero de 1971, Sportelli comenzó a desbarrancarse anímicamente a tal punto que su delicada salud empeoró y falleció a mediados de mayo de ese mismo año. Poco antes de la muerte de su marido éste le dedicó una obra titulada Cremona.

## Filmografía
- 1941: En la luz de una estrella.
- 1936: Ya tiene comisario el pueblo.

## Teatro
- 1940: Las rayas de una cruz, con Francisco Petrone, Arturo García Buhr, Nicolás Fregues, Amelia Bence, Aída Alberti,Lalo Bouhier y Arturo Bamio.
- 1940: Un guapo del 900, junto a Alberto de Salvio, Mario Fortuna, Olga Hidalgo, Lydia Campos, Arturo Bamio, Milagros de la Vega, Ricardo Darín (padre), Francisco Petrone, Italo Bari, Lalo Bouhier, Héctor Méndez, Carlos Galán y Alberto Barcel.
- 1939: La hermana Josefina, con Blanca Podestá, Blanca Tapia, Emperatriz Carvajal, Blanca Vidal, Lydia Lamaison y Cheche Marchesi.
- 1933: Bambalinas, con Francisco Charmiello, Susana Vargas, Miguel Ligero, Carlos Castro, Salvador Arcella, Luis Grimaldi, Felipe Dudan y María Goycochea.[4]
- 1933: El tango en París.
- 1932: Detrás de cada puerta.
- 1931: El pavo de la boda.
- 1932: La paja en el ojo ajeno.
- 1932: Hoy te llaman Milonguita, con Eloy Álvarez, Rosita Arrieta, Olinda Bozán, Francisco Charmiello, Pedro Fiorito, Tita Galatro, Miguel Ligero, Carlos Morales, Chola Osés, Leonor Rinaldi y Susana Vargas.
- 1926: Maldito Cabaret (o Cachito Patotero), junto a César Ratti, María Arrieta, A. Bermúdez, Chela Cordero, Mario Cullen, Vicente Forastieri, E. Genovese, Agustín Magaldi, César Mariño, Emma Martínez, Rogelio Martínez, Ángeles Mesa, Enriqueta Mesa, Pedro Noda, Teresa Piaggio, Italo Sportelli y Luis Vigneri.[5]